# Wrzosówka (województwo świętokrzyskie)
Wrzosówka – wieś w Polsce położona w województwie świętokrzyskim, w powiecie jędrzejowskim, w gminie Małogoszcz
| SIMC    | Nazwa    | Rodzaj     |
| ------- | -------- | ---------- |
| 0249550 | Kopaniny | przysiółek |

W latach 1975–1998 miejscowość należała administracyjnie do województwa kieleckiego. Na mocy §5 rozporządzenia Rady Ministrów z dnia 30 listopada 1972r. w sprawie zmiany granic niektórych powiatów, z powiatu kieleckiego wyłączona została część sołectwa Wojkowiec o nazwie Feliksówka i Gajówka oraz część sołectwa Wesoła o nazwie Kopaniny i Wrzosówka, po czym zostały one włączone do powiatu jędrzejowskiego. Rozporządzenie weszło w życie z dniem 1 stycznia 1973r. i na jego mocy wieś Wrzosówka i przysiółek Kopaniny stały się częścią gminy Małogoszcz.